# Phoroncidia capensis
Phoroncidia capensis är en spindelart som först beskrevs av Simon 1895.  Phoroncidia capensis ingår i släktet Phoroncidia och familjen klotspindlar. Inga underarter finns listade i Catalogue of Life.